# Danish Medical Journal
Il Danish Medical Journal è una rivista mensile di medicina generale sottoposta a revisione paritaria e pubblicata dalla Danish Medical Association. Fu fondata nel 1954 col nome di Danish Medical Bulletin e assunse la denominazione attuale a partire dal numero di gennaio 2012. La caporedattrice è Anja Pinborg (Hvidovre Hospital).